# Кастелдардо (Белуно)
Кастелдардо (итал. Casteldardo) је насеље у Италији у округу Белуно, региону Венето.
Према процени из 2011. у насељу је живело 3 становника. Насеље се налази на надморској висини од 387 м.